# Amos Poe

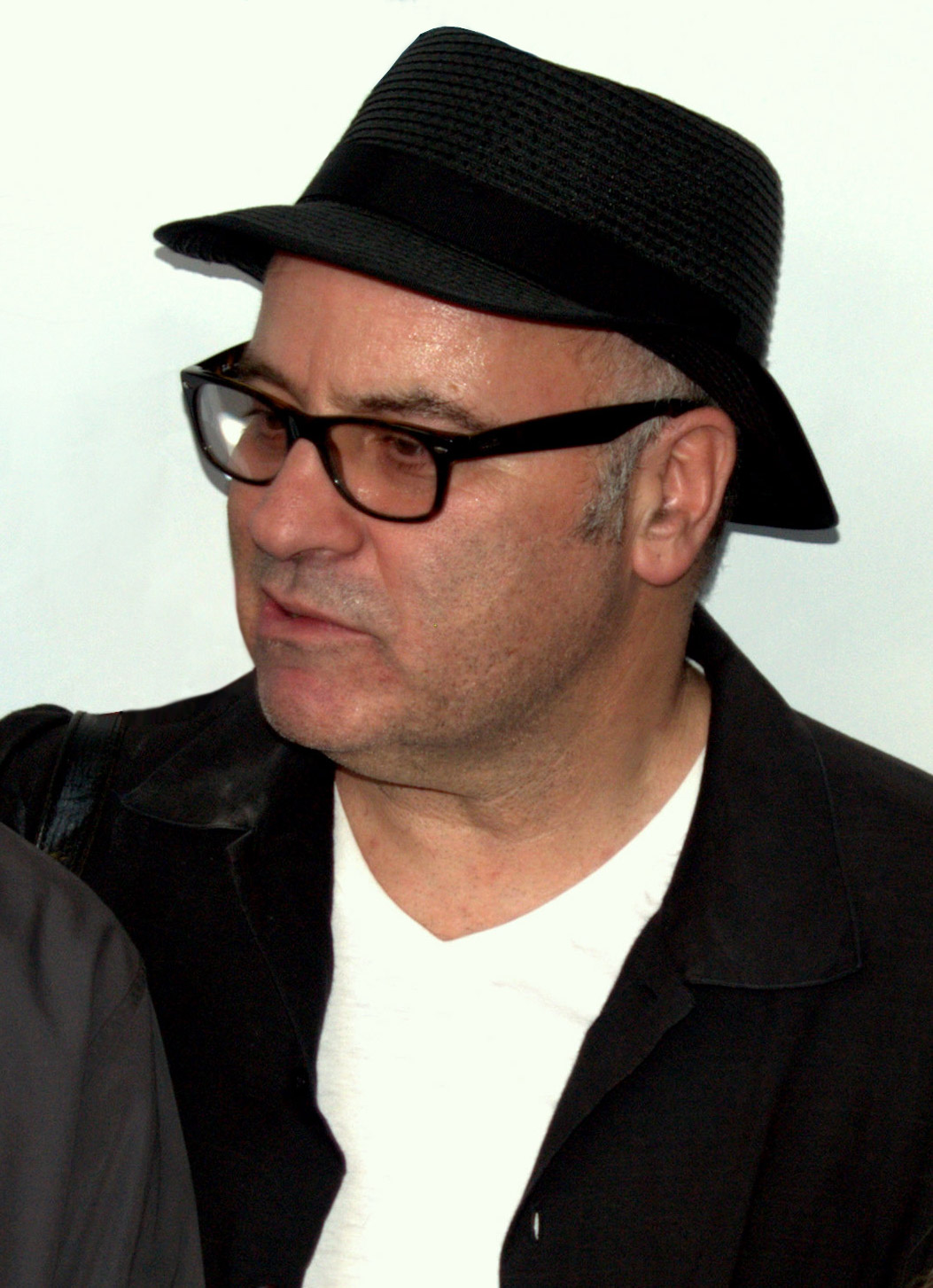
Amos Poe, 2009

Amos Poe (* 1949 in Tel Aviv) ist ein US-amerikanischer Filmregisseur.

## Leben
Poe, in Israel geboren und 1957 mit seinen Eltern in die USA ausgewandert, galt als einer der profiliertesten Regisseure der New Yorker New-Wave-Bewegung in den Jahren zwischen 1975 und 1985. Bereits 1971 begann er Super-8 Filme zu drehen. Es folgten ab 1974 vier abendfüllende Spielfilme mit Darstellern wie Patti Smith, Blondie, Robert Gordon, Susan Tyrrell, Patti Astor, John Lurie, William Rice und anderen. Diese orientierten sich am B-Movie-Genre, an der Avantgardebewegung und an der französischen Nouvelle Vague, um diese neuen Einflüsse ins US-amerikanische Art Cinema zu integrieren.
Unmade Beds ist eine Hommage an Godards Außer Atem. Mit The Foreigner von 1978 schuf Amos Poe einen wegweisenden Film und aus seiner Undergroundtrilogie stach besonders der 1981 entstandene Film Subway Riders hervor. Mit Alphabet City schuf er seinen ersten 35-mm-Film. Zudem drehte er zahllose Musikvideos und wirkte an vielen weiteren Filmprojekten mit. Sein Film Dead Weekend wurde 1995 auf dem Internationalen Filmfestival von Locarno für den Goldenen Leoparden nominiert.
Der auf dem 12. Internationalen Forums des jungen Films auf der Berlinale gezeigte Poe-Film Subway Riders ist ein New Yorker Tongedicht, ein Manhattan-Melodram. Es ist die Geschichte eines Schriftstellers, der sich mit seinem Saxophon identifiziert. Gleich mehrere Personen sind auf der Suche nach ihren Obsessionen. Ein Polizist sucht einen wahnsinnigen Mörder, eine Hure will ein Star werden, eine Hellseherin eine Heilige und der Saxophonspieler selbst endet als Psychokiller. In einer Rahmenhandlung will ein Filmemacher (gespielt von Amos Poe selbst) einen Off-Hollywood-Film drehen.

## Filmografie (Auswahl)
- 1975: Night Lunch
- 1976: Unmade Beds
- 1976: The Blank Generation
- 1978: The Foreigner
- 1981: Subway Riders
- 1984: Alphabet City
- 1990: Kreuzfahrt vor Manhattan (Triple Bogey on a Par Five Hole)
- 1994: Dead Weekend
- 1998: Frogs for Snakes
- 2003: Just an American Boy
- 2004: When You Find Me
- 2007: Empire II